# Криштоф Косинський

Пам'ятник повстанню Косинського у Білій Церкві

Кри́штоф Коси́нський (пол. Krzysztof Kosiński; 1545 — травень 1593) — підляський шляхтич гербу Равич, козацький отаман. Полковник Війська Запорозького реєстрового (1590), гетьман козаків-низовиків (1591–1593). Організатор козацького повстання 1591–1593 років проти руської шляхти й уряду Речі Посполитої на підґрунті майнового конфлікту з князями Острозькими.

## Життєпис
Криштоф Косинський народився 1545 року під Дорогичином у Підляському воєводстві Великого князівства Литовського в родині православного шляхтича Лева (або Леонарда — дідича Лисова (родовий відмінок: пол. Lisowa)) Косинського і його дружини-католички Варвари (по смерті батька стала дружиною Миколая Лаща). Він був другою дитиною в сім'ї й мав старшого брата Каспера. Рід Косинських походив з села Косянки в Більському повіті Підляського воєводства. Основна гілка цього роду оселилася в околицях Дорогичина після того, як дід Криштофа — Ленарт Косинський — отримав від короля Сигізмунда І маєток в тих землях за вірну службу. Лев Косинський був третім сином Ленарта.
Косинський був одружений з Марухною Ружинською — дочкою гетьмана низових козаків князя Остафія Ружинського.
Першу половину життя Криштоф Косинський служив князям Острозьким. 1586 року через втрату родового маєтку він подався на Запорожжя козакувати. 1590 року, завдяки рекомендації коронного гетьмана Яна Замойського, уряд Речі Посполитої призначив Косинського полковником Війська Запорозького реєстрового і дарував землі в пустині Рокитній і Ольшанці Київського воєводства. Проте наступного року ці землі силоміць захопив білоцерківський староста Януш Острозький, що отримав на володіння ними королівський привілей. Це обурило Косинського, тому він зібрав 5000 реєстрових та нереєстрових козаків, які обрали його своїм старшим, і 29 грудня 1591 штурмом взяв Білу Церкву. Вилучивши привілеї (за даними З.Вуйціка, на староство та ґрунти; вони, також особисті листи були знищені; до цього переховувалися у підстарости Дмитра Курцевича Булиги), а також захопивши зброю та харчі месники відступили до Трипілля, де готувалися оборонятися. К. Косинський та козаки взяли тільки майно Острозького та підстарости; міщан та інших людей ніхто не оббирав.

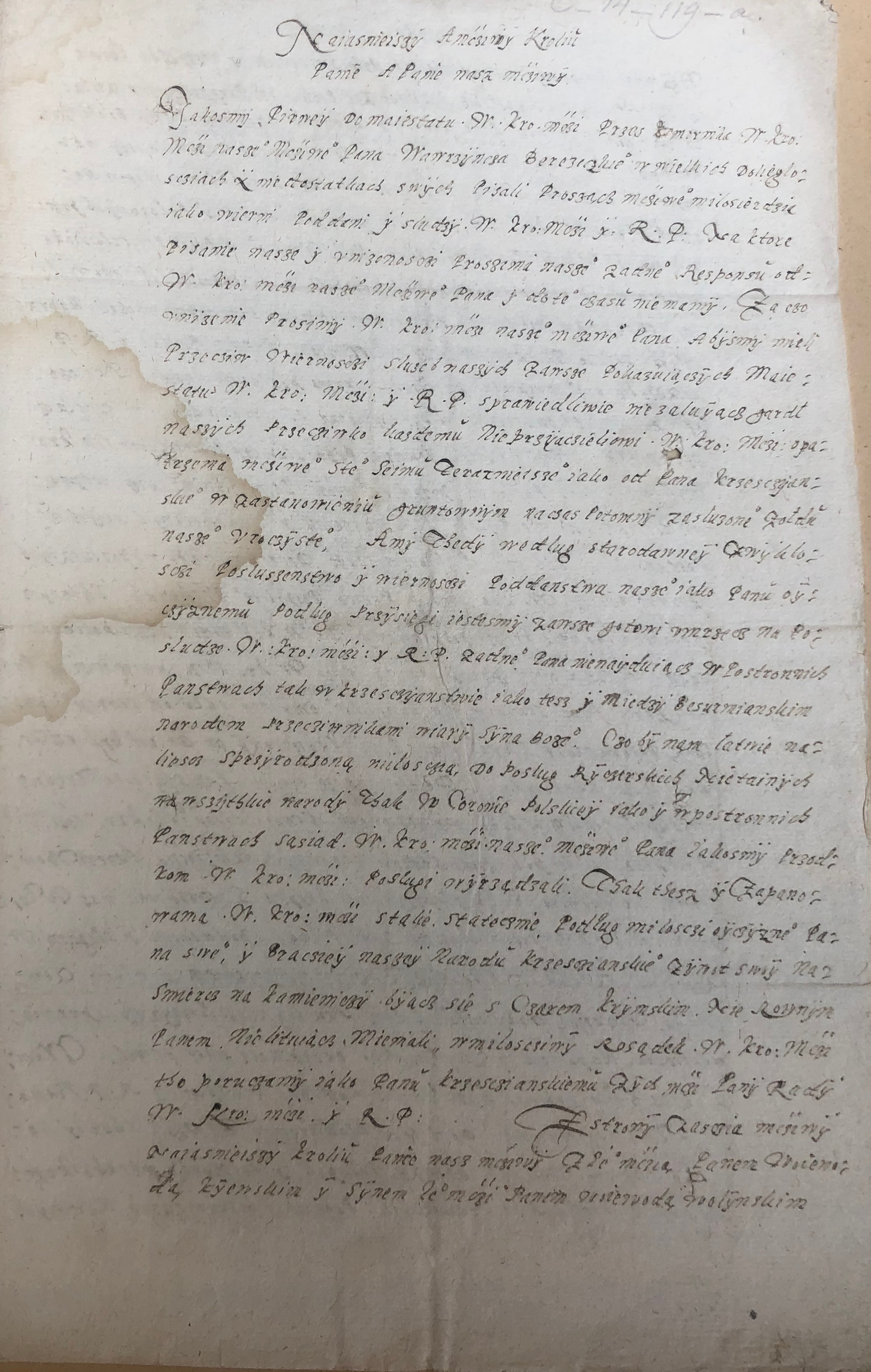
Початок листа українського гетьмана Криштофа Косинського до короля Речі Посполитої Сигізмунда III

Поки Косинський перебував у Трипіллі, заворушення, спричинене майновою суперечкою між ним і Острозькими, переросло у козацьке повстання майже по всій Україні (Київщина, Брацлавщина), Поділлі, Волині, що отримало назву повстання Косинського. Протягом 1592 року нереєстрові козаки та селяни захопили Переяслав, Київ. На Волині в основному нападали на маєтки Острозьких, зокрема, козакам вдалось здобути добре захищене місто Острополь. Також заходилися пустошити шляхетські садиби на Брацлавщині та Волині. При дворі короля Речі Посполитої повстання Косинського вважали приватною справою Острозьких, тому на його придушення на початку 1593 року вирушили особисті війська руських князів Януша Острозького і черкаського старости Олександра Вишневецького. Пізніше таки була вислана спеціальна королівська комісія на чолі з Миколаєм Язловецьким — офіційним керівником реєстровців («старшим» козаків).
2 лютого 1593 року княжі загони (до їх складу входили і найманці, в тому числі з Угорщини; король Сигізмунд III Ваза 16 січня 1593 видав універсал про посполите рушення шляхти Київського, Брацлавського, Волинського воєводств) розбили козаків Косинського у великій битві під П'яткою, в якій захопили 26 гармат і всі корогви. Повстанці капітулювали, надали князям присягу, підписану від імені Війська Запорозького. Косинський 10 лютого поблизу П'ятки склав усну й письмову присягу (з печаткою, свідками були записані Якуб Претвич, О. Вишневецький, Ян Ґульський, волинський хорунжий Вацлав Боговитин, Василь Гулевич), мусив особисто тричі, схиливши коліно, ударити чолом перед старим князем Костянтином Василем Острозьким та його синами, що входило до лицарського ритуалу покори васала перед сюзереном (акт був складений 15 березня, знаходився в книгах гродських володимирських).
Навесні 1593 року Косинський спробував поновити повстання, скерувавши свої сили проти князя О. Вишневецького. Підступивши у травні під Черкаси, 2000 козаків готувалися штурмувати місто, а в одній із сутичок Косинський загинув, і козаки відійшли. За іншими даними, староста Олександр Вишневецький, що закрився у замку, послав своїх слуг до Косинського, який у травні 1593 вільно в'їхав у місто та перебував з товариством в одній з корчом. Загинув внаслідок короткої несподіваної сутички після раптового нападу слуг старости.На той момент йому було лише 48 років.

## Вшанування пам'яті
У Дніпрі на честь гетьмана названо вулицю Криштофа Косинського та провулок Косинський.
Вулиця Гетьмана Косинського у Черкасах.
Вулиця Косинського у місті Львів.
Вулиця Косинського у місті Старокостянтинів.
У місті Кривий Ріг вулицю Хасанську перейменували на вулицю Криштофа Косинського.